# Fußball-Oberliga 1990/91
Die Saison 1990/91 der Oberliga war die 17. Saison der Oberliga als dritthöchste Spielklasse im Fußball in Deutschland nach der Einführung der zweigleisigen – später eingleisigen – 2. Fußball-Bundesliga zur Saison 1974/75.
Durch die Deutsche Wiedervereinigung fand die Austragung der Oberliga Berlin in dieser Spielzeit zum letzten Mal statt. Sie wurde durch die Oberliga Nordost ersetzt, die sich neben einem Teil der Vereine aus der Oberliga Berlin, aus Vereinen der erstklassigen DDR-Oberliga und der zweitklassigen NOFV-Liga zusammensetzte.

## Oberligen
- Oberliga Baden-Württemberg 1990/91
- Bayernliga 1990/91
- Oberliga Berlin 1990/91
- Oberliga Hessen 1990/91
- Oberliga Nord 1990/91
- Oberliga Nordrhein 1990/91
- Oberliga Südwest 1990/91
- Oberliga Westfalen 1990/91

## Aufstieg zur 2. Bundesliga
In den vier Aufstiegsrunden gelangen dem FC Remscheid, dem TSV 1860 München, dem BSV Stahl Brandenburg und dem 1. FC Lokomotive Leipzig jeweils als Gruppensieger der Aufstieg in die 2. Bundesliga.
Der 1. FC Lok Leipzig spielte in der 2. Bundesliga unter dem Namen VfB Leipzig.